# Les Platons
Les Platons (136 m n. m.) je kopec na ostrově Jersey v Lamanšském průlivu při pobřeží Normandie. Je to nejvyšší místo ostrova i celé stejnojmenné britské korunní dependence. Nachází se ve Vingtaine de la Ville-à-l'Évêque na území obce Trinity. Na vrcholu stojí televizní vysílač a radarová stanice.